# Jim Nicholson (Politiker, 1945)

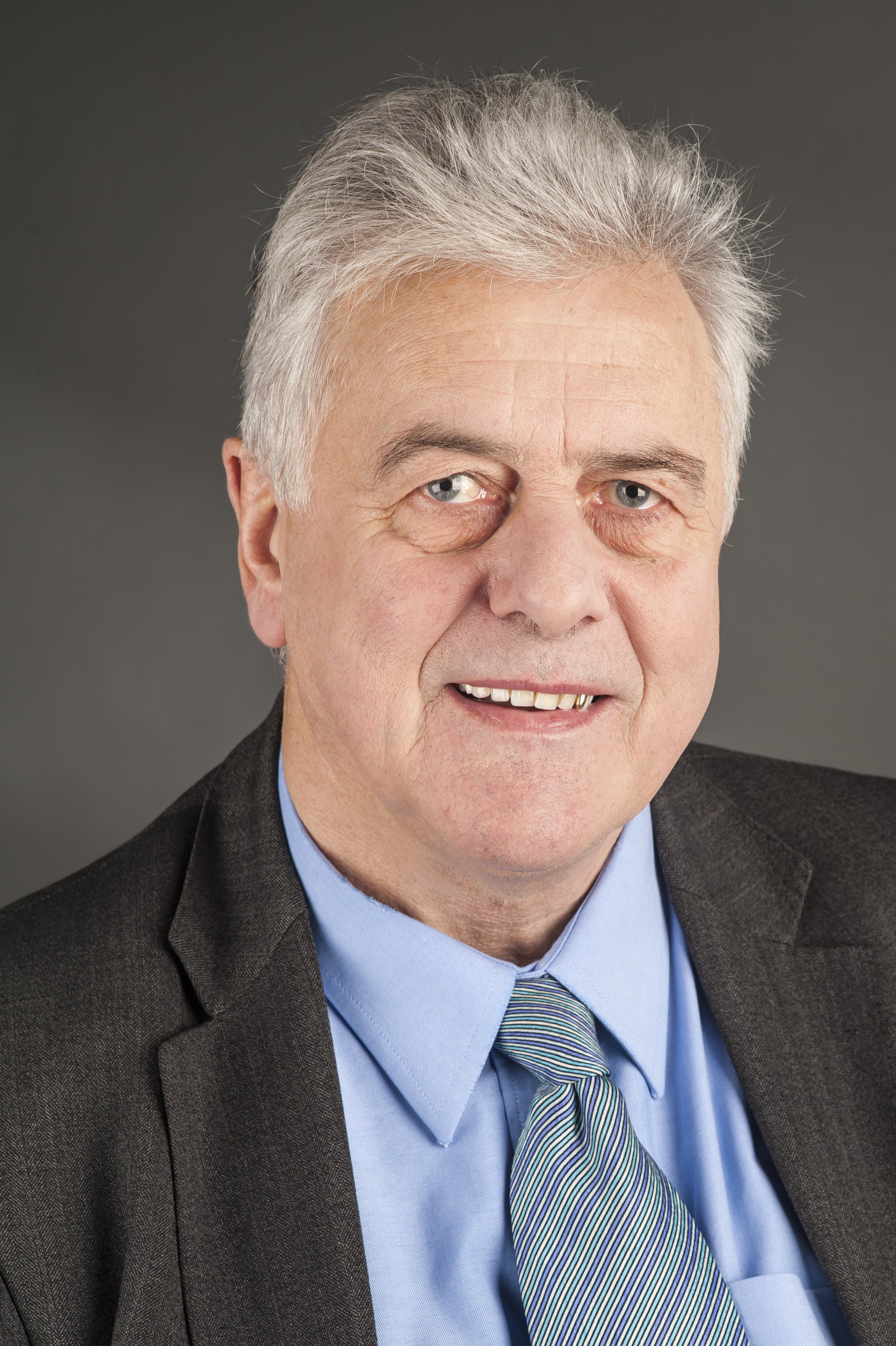
Jim Nicholson (2014)

James Frederick „Jim“ Nicholson (* 29. Januar 1945 in Armagh) ist ein nordirischer Politiker der Ulster Unionist Party (UUP). Er ist Mitglied des Europäischen Parlaments.

## Politische Laufbahn
Nicholson arbeitete zunächst auf dem Hof seiner Familie als Landwirt und widmete sich später vollständig der Politik. Anfang der 1970er Jahre trat er der UUP bei, für die er 1976 in den Stadtrat von Armagh gewählt wurde, dem er bis 1997 angehörte. Ab 1996 war er auch Bürgermeister von Armagh.
1982 bis 1986 war Nicholson Mitglied in der nordirischen Versammlung. Bei den britischen Parlamentswahlen 1983 zog er für den Wahlkreis Newry and Armagh in das House of Commons ein. Hier war er Mitglied im Landwirtschaftsausschuss. Zusammen mit allen anderen Abgeordneten der UUP trat er jedoch 1985 aus Protest gegen den Anglo-Irischen Vertrag zurück. 1986 fanden daher in den Wahlkreisen der UUP-Abgeordneten Neuwahlen statt, wobei Nicholson als Einziger seinen Sitz nicht wieder zurückgewinnen konnte, sodass er das Parlament verlassen musste. 1987 trat er noch einmal an, war jedoch wiederum nicht erfolgreich.
Bei der Europawahl 1989 gewann Nicholson einen Sitz im Europäischen Parlament, den er auch bei den Wahlen 1994, 1999, 2004 und 2009 bestätigen konnte. Er gehörte zunächst der Fraktion der Europäischen Volkspartei (Christdemokraten) und europäischer Demokraten (EVP-ED) an, trat jedoch 1997 in die europaskeptische Fraktion Unabhängige für das Europa der Nationen ein, deren stellvertretender Vorsitzender er war. 1999 kehrte er in die EVP-ED zurück, 2009 trat er – zusammen mit den Abgeordneten der britischen Conservative Party – der neu gegründeten konservativ-europaskeptischen Fraktion Europäische Konservative und Reformisten (ECR) bei.
Nicholson ist seit 2004 einer der sechs Quästoren, die im Präsidium des Europäischen Parlaments die Interessen der Abgeordneten vertreten, etwa bei der Regelung von Verwaltungs- und Finanzfragen. Er versteht sich selbst als „Eurorealisten“ und lehnt einen europäischen Bundesstaat ab, ebenso wie die mögliche Einführung des Euro im Vereinigten Königreich. Er betont jedoch die finanziellen und infrastrukturellen Vorteile, die Nordirland aus der Mitgliedschaft in der Europäischen Union gezogen hat.
Nicholson ist verheiratet und hat sechs Söhne sowie eine Tochter.